# Inferno islamico
Secondo la fede islamica, l'Inferno (jahannam, in Arabo  جهنم - ma anche ḥuṭama ﺣﻄﻤـة -) è il luogo escatologico in cui, secondo il Corano, i reprobi saranno condannati a permanere: secondo alcuni per l'eternità ma secondo altri solo per il periodo che Dio vorrà (e che per i musulmani sarà comunque limitato solo nel tempo).
Il termine jahannam è derivato dell'ebraica ge-hinnom, che era il luogo a Sud-Sud Est di Gerusalemme in cui era stato onorato l'idolo di Baal Moloch, il pan-semitico "Signore sovrano" cui venivano bruciate vittime anche umane e che poi divenne una vera e propria discarica.
Il significato di jahannam si ricollega quindi anche alla "calura" e infatti in esso, come nelle rappresentazioni medievali dell'Inferno cristiano, uno dei tormenti è proprio quello del bruciante calore, come poteva avvenire nei deserti attraversati dalle popolazioni arabe dei periodi in cui fu rivelato il testo sacro dell'Islam.
Nel Corano vi sono diversi passaggi in cui viene descritto l'Inferno, con particolari che saranno specificati dalla letteratura religiosa escatologica dei secoli a venire. Ad esempio nei Libri della Scala, testi escatologici medievali, l'Inferno è strutturato in sette parti.